# Slavík tmavý
Slavík tmavý (Luscinia luscinia) je monotypický tažný pták z čeledi lejskovitých.

## Popis
- Délka těla: 15–17 cm[2]
- Rozpětí křídel: 24–26 cm.
- Hmotnost: 24–30 g[3]

Shora je tmavěji hnědý než velmi podobný slavík obecný. Na ocase je jen nevýrazně rezavohnědý, na prsou i na bocích na šedohnědém podkladu tmavěji nevýrazně skvrnitý a vlnkovaný, na spodní části bělavý. Má velké, tmavě zbarvené oči, kolem nich je nevýrazný oční kroužek.

## Zpěv
Slavík tmavý je výborným zpěvákem, rozhodně ale není lepší než slavík obecný. Ve zpěvu mu totiž chybí úvodní táhlé hvizdy a hlavně typický trylkovitý tlukot slavíka obecného. Charakteristické je závěrečné „srrr“, které je ve zpěvu téměř všech samců slavíka tmavého. Jeho tón hlasu je hlubší a dojem budí vyšší hlasitostí, takže připomíná drozdy. Za klidných nocí je slyšet na několik kilometrů.

## Rozšíření
Slavík tmavý nahrazuje příbuzného slavíka obecného ve východní a severní Evropě. V Čechách a na Moravě slavík tmavý nehnízdí. Jsou známa jen ojedinělá data z hnízdního období. Na Slovensku hnízdí pouze ve východních částech území. Obývá nevelký areál v severovýchodní Evropě a ve střední části Asie. Obývá také východnější oblasti Evropy, zhruba od Dánska a Polska a dál na východ až po západní Sibiř . Tažný druh zimuje v jihovýchodní Africe.

## Biotop
Pobřežní houštiny řek s hustým bylinným patrem, zaplavované porosty vrb kolem potoků a vlhké lesíky v otevřené krajině. Preferuje vlhčí biotopy než slavík obecný. Na tahu se objevují i v dalším prostředí. Našim územím pravidelně protahuje.
Přílet na hnízdiště připadá na duben a květen , odlet na konec srpna až konec září.

## Potrava
Potrava je převážně živočišná, tvořena hmyzem a jeho vývojovými stádii. Na podzim v malé míře požírá různé bobule (černý bez, rybíz).

## Hnízdění

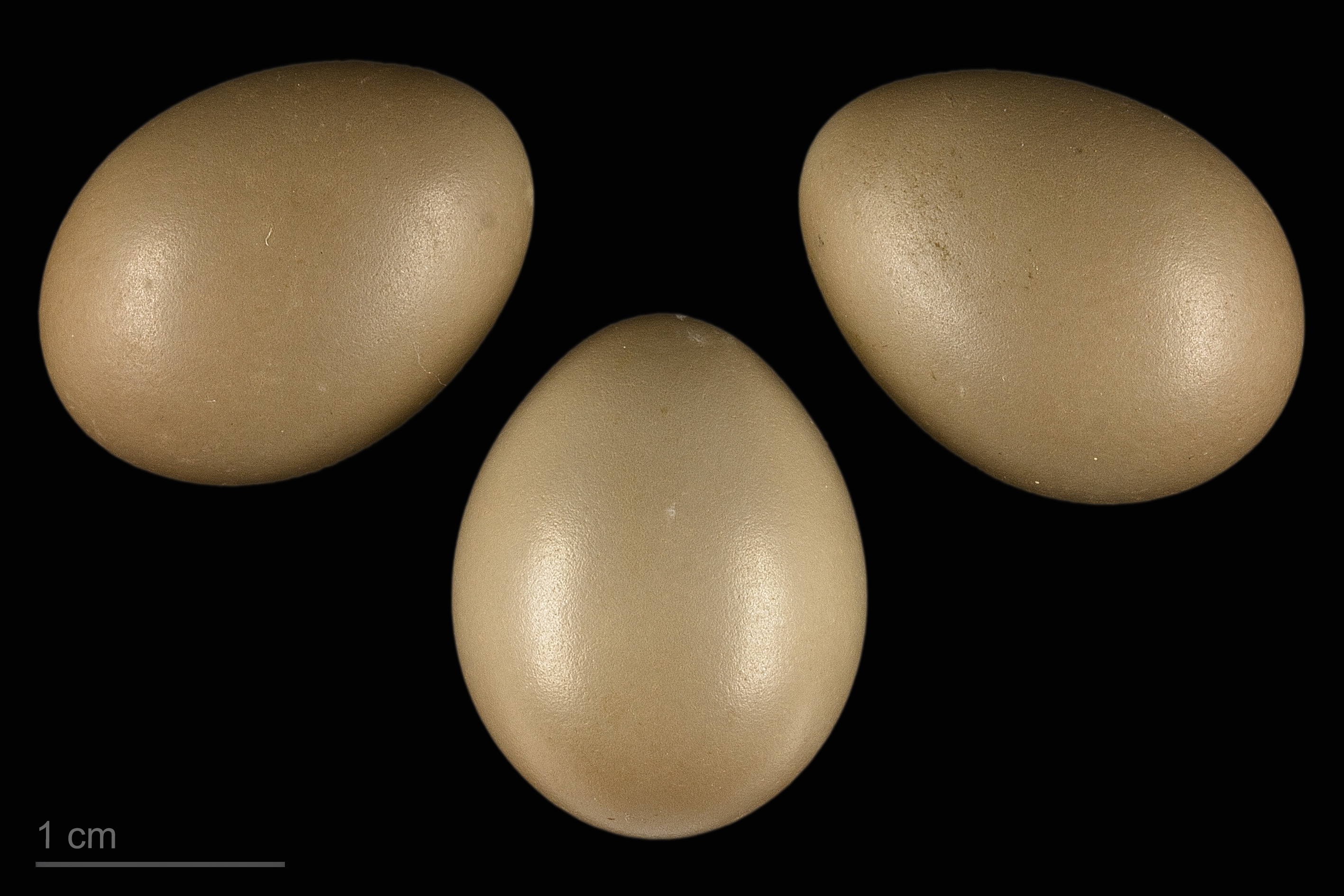
Luscinia luscinia

Hnízdo slavíka tmavého je dosti neuměle zhotovené. Je spleteno z trávy, kořínků, mechu a suchého listí. Bývá umístěno docela nízko nad zemí, nebo přímo na zemi mezi hustými větvemi keřů, v bylinách, v hromádce roští, v hromadě suchého listí nebo v trsu trávy. Vajíček, snášených v květnu bývá v hnízdě 4 nebo 5, jsou nazelenalá nebo hnědá a vyžadují 13–14denní inkubaci. Samec se na sezení nepodílí, sedí pouze samice. Jakmile se však vylíhnou mláďata, pomáhá samec při jejich krmení. Po 11–12 dnech se mláďata z hnízda rozbíhají, ale létat se naučí až o čtyři dny později. Pohlavně dospívá ve 2. kalendářním roce, nejvyšší zjištěný věk je necelých 9 let. V místech společného výskytu se občas kříží se slavíkem obecným.

## Význam druhu a příčiny ohrožení
Je to sekundární konzument drobných bezobratlých živočichů v ekosystémech vlhkých břehových porostů. Esteticky významný je svým zpěvem. Dříve se lovil pro chov v klecích. Je význačný z kulturního hlediska, vědecky je zajímavý svým rozšířením. Dříve byly populace ohroženy odchytem zpívajících samců, dnes jsou ohroženy především likvidací břehových porostů při úpravách vodotečí a změnami prostředí na zimovištích.